# 55 Девы
55 Девы (лат. 55 Virginis), HD 114946 — одиночная звезда в созвездии Девы на расстоянии приблизительно 123 световых лет (около 37,6 парсек) от Солнца. Визуальная звёздная величина звезды — +5,33m. Возраст звезды определён как около 2,36 млрд лет.

## Характеристики
55 Девы — жёлтая звезда спектрального класса G5, или G7IV, или G8III-IV, или G9IV. Масса — около 1,763 солнечной, радиус — около 4,633 солнечного, светимость — около 10,932 солнечной. Эффективная температура — около 5082 K.

## Планетная система
В 2019 году учёными, анализирующими данные проектов Hipparcos и Gaia, у звезды обнаружена планета HIP 64577 b.